# Храм Владимирской иконы Божией Матери (Тула)
Храм Владимирской иконы Божией Матери (Николо-Владимирский храм) — православный храм в Туле.

## История
По некоторым данным, деревянный храм появился на этом месте в 1600 году. Находился он за городским земляным валом, откуда произошло название «Никола за валом». В начале XVIII века деревянную церковь разобрали и на её месте в 1705 году построили каменную церковь во имя Николая архиепископа Мирликийского Чудотворца, которую к 1712 году надстроили вторым этажом, освященным во имя Владимирской иконы Божией Матери. Храмовый образ Пресвятой Богородицы и другие образа иконостаса были списаны с икон Успенского собора Московского кремля и других древних московских икон. Верхний храм был холодный, а нижний теплый. В документах XVIII века эта церковь называлась Николаевской «что за земленым валом» или «что за земленым городом», иногда — «что в Пальцевой слободе» (по фамилии купцов Пальцовых), Николозавальской и Владимирской.
Основные вклады на строительство каменного здания храма внесли Симеон Яковлевич Губин, а также Пальцовы, Дружинины, Ксенофонтовы, Сабинины. В 1770 году к нижней церкви слева пристроили придел во имя преподобного Нила Столобенского. В 1826 году его перенесли на правую сторону, а с левой стороны устроили в 1835 году придел во имя архидиакона Стефана. В 1831 году на правой стороне верхней церкви устроили придел во имя Кирика и Иулиты. В 1832 году в верхнем храме появился придел во имя новоявленного чудотворца святителя Митрофана Воронежского. В особом киоте этого придела хранилась часть нетленного омофора святителя, обретенная вместе с его мощами. Придел был устроен купцом М. И. Федуркиным. Каменная колокольня построена в 1833 году иждивением Ивана и Александра Татариновых. На ней было семь колоколов, самый большой из которых весом в 100 пудов был отлит в Москве в 1794 году.
1 апреля 1800 года храм пострадал от наводнения: вода залила нижнюю церковь, стронула с места престол в приделе Нила Столбенского; были и другие повреждения. Церковь и в последующее время не раз подвергалась наводнениям, хотя и без таких последствий.
В середине XIX века для отличия от других храмов во имя Николая Чудотворца, имевшихся в Туле, осталось уточнение «что за валом», хотя сам вал, проходивший примерно по нечетной стороне нынешней улицы Советской, прекратил свое существование в конце XVIII столетия. В 1851—1856 годы при Николозавальской церкви старанием церковного старосты мещанина Евфимия Неглинского был построен двухэтажный каменный дом с двухэтажным каменным флигелем вместо существовавшей до тех пор одноэтажной богадельни, известной с 1782 года. На нижнем этаже дома разместилась богадельня, а его верхний этаж и флигель сдавались внаём. Вырученные деньги шли на содержание храма и проживавших в богадельне нищих. Богадельня была рассчитана на проживание 20 человек обоего пола. Вначале она предназначалась для бедных бесприютных людей. Но в 1862 году Николозавальская богадельня была признана самой удобной для помещения бедных духовного звания. В 1895 году при храме была открыта церковноприходская школа. 
На плане Тулы 1891 года улица, на которой стоял храм, именуется по одному из его названий — Владимирской. На плане города 1908 года эта же улица именуется по второму названию храма — Николозавальской. В 1927 году улица Николо-Завальская была переименована в улицу Войкова. Николозавальская церковь была закрыта согласно постановлению президиума Тульского губисполкома от 19 февраля 1924 года. В постановлении говорилось:

1) Принимая во внимание, 1) что Владимирская церковь в г. Туле, как установлено обследованием специальной комиссией, находится в неисправном состоянии, грозящем обвалом шпиля и тем самым лишена безопасности для граждан и 2) что церковь с февраля месяца 1923 года опечатана и никаких отправлений религиозных обрядов с того момента в ней не производилось, поручить Административному отделу ликвидировать Владимирскую церковь, доведя об этом до сведения Наркомюста и Наркомпроса.

2) Предложить Губоно по линии Губмузея изъять из этой церкви предметы, представляющие собой художественно-историческую ценность.
Из документа следует, что храм был опечатан за год до его официального закрытия. Впрочем, немного позже городские власти вознамерились разобрать здание храма. Это не осуществилось только потому, что в бывшую церковь свезли огромный массив документов ликвидированных учреждений, и эти документы больше негде было хранить. С 1926 года в здании размещался Тульский областной архив. В 1991 году здание храма было поставлено на госохрану в качестве памятника истории и культуры регионального значения. В сентябре 2014 года храм был возвращён верующим. В настоящее время в нём ведутся реставрационные работы.
9 июня 2022 года в Николо-Владимирском храме состоялось открытие епархиального музея «Палата древностей». Он является продолжением древнейшего музея Тульской губернии, основанным краеведом и древлехранителем Николаем Троицким, и существовавшим до 1917 года. Коллекция сформирована из пожертвований прихожан храма и рассказывает об истории Тульской епархии и православной церкви на тульской земле. В экспозиции музея представлены предметы церковного искусства, литературы, богослужебной утвари, облачение священнослужителей.